# 非洲中心主义
非洲中心主义（英語：Afrocentrism）是一种以非洲人和非洲裔的历史为核心的世界观，或是倾向于优先看待非洲文明而非其他文明的观点。在某些方面，它是对欧洲中心主义关于非洲人民及其历史贡献的态度的一种回应。非洲中心主义试图纠正西方学术界自欧洲文艺复兴时期以来的发展过程中，由种族主义哲学支撑而传播的错误观念，这些观念为奴役其他民族提供了合理化依据，以便更准确地描述不仅是非洲人民，还有全世界人民对历史的贡献。非洲中心主义主要关注自决和非洲的主体性，代表了一种泛非主义的视角，用于研究文化、哲学和历史。